# Stavanger
Stavanger () je mesto in občina na Norveškem. Je četrto največje mesto in tretje največje metropolitansko območje na Norveškem (skozi somestje s sosednjim Sandnesom) in upravno središče okrožja Rogaland. Občina je četrta najbolj naseljena na Norveškem. Stavanger, ki leži na polotoku Stavanger na jugozahodu Norveške, šteje svojo uradno leto ustanovitve 1125, leto, ko je bila dokončana stolnica v Stavangerju. Jedro Stavangerja so v veliki meri lesene hiše iz 18. in 19. stoletja, ki so zaščitene in veljajo za del kulturne dediščine mesta. To je povzročilo, da sta mestno središče in ožje mesto obdržala značaj majhnega mesta z nenavadno visokim deležem samostojnih hiš in je znatno prispevala k širjenju rasti prebivalstva mesta na obrobne dele širšega Stavangerja.
Prebivalstvo mesta je v poznem 20. stoletju hitro naraslo zaradi naftne industrije. Stavanger je danes znan kot naftna prestolnica Norveške. Norveško energetsko podjetje Equinor, največje podjetje v nordijski regiji, ima svoj sedež v Stavangerju. V Stavangerju je več izobraževalnih ustanov za visokošolsko izobraževanje. Največja med njimi je Univerza v Stavangerju.
V Stavangerju so domači in mednarodni vojaški objekti, vključno z Natovim združenim centrom za bojevanje. Druge mednarodne ustanove, zlasti lokalne podružnice tujih naftnih in plinskih družb, dodatno prispevajo k znatnemu tujemu prebivalstvu v mestu. Mesto ima močan mednarodni profil in 22,1 % prebivalstva ima priseljensko ozadje. Leta 2020 je bilo ocenjeno kot najbolj primerno za bivanje mesto za evropske izseljence na Norveškem in kot 5. mesto v Evropi s strani ECA International. Stavanger ima od zgodnjih 2000-ih dosledno stopnjo brezposelnosti, bistveno nižjo od evropskega povprečja. Avgusta 2022 je bila stopnja brezposelnosti 1,6 %. Mesto je tudi med tistimi, ki se pojavljajo na različnih seznamih najdražjih mest na svetu, Stavanger pa je po nekaterih indeksih celo uvrščen med najdražja mesta na svetu.
Podnebje v mestu je po nordijskih standardih zelo milo zaradi močnega morskega vpliva. Zato zima običajno ostane nad lediščem, medtem ko so vročinski valovi redki in redko dolgi. Padavine so običajne, čeprav manjše kot v območjih severneje na obali.
Stavanger oskrbuje mednarodno letališče Stavanger Airport, Sola, ki ponuja lete do mest v večini večjih evropskih držav, kot tudi omejeno število medcelinskih čarterskih letov. OAG je leta 2020 ocenil letališče kot eno najbolj točnih letališč na svetu v svoji kategoriji.
Vsaki dve leti Stavanger organizira Offshore Northern Seas (ONS), ki je druga največja razstava in konferenca za energetski sektor. Vsako leto poteka tudi festival hrane Gladmat, ki velja za enega vodilnih festivalov hrane v Skandinaviji. Mesto je znano tudi kot eden glavnih kulinaričnih grozdov v državi. Stavanger je bil leta 2008 poleg Liverpoola nagrajen za Evropsko prestolnico kulture.

## Zgodovina
Prve sledi poselitve v pokrajini Stavanger izhajajo iz dni, ko se je led umaknil po zadnji ledeni dobi ok. 10.000 pred sedanjostjo. Številni zgodovinarji so prepričljivo trdili, da je bil Severni Jæren gospodarsko in vojaško središče že v 9. in 10. stoletju s konsolidacijo naroda v bitki pri Hafrsfjordu okrog leta 872. Stavanger je prerasel v središče cerkvene uprave in pomembno tržno mesto na jugozahodni obali okoli leta 1100–1300.
Stavanger je opravljal urbano vlogo pred statusom mesta (1125), približno od takrat, ko je bila v 1120-ih ustanovljena stavangerska škofija. Škof Reinald, ki je morda prišel iz Winchestra v Angliji, naj bi okoli leta 1100 začel graditi Stavangersko stolnico (Stavanger domkirke). Končana je bila okoli leta 1125, mesto Stavanger pa šteje 1125 kot leto ustanovitve.
S protestantsko reformacijo leta 1536 je vloga Stavangerja kot verskega središča upadla, ustanovitev Kristiansanda v začetku 17. stoletja pa je povzročila selitev škofije. Vendar pa je bogat ribolov sleda v 19. stoletju mestu dal novo življenje.
Stavanger je bil kot občina ustanovljen 1. januarja 1838 (formannskapsdistrikt). 1. januarja 1867 je bilo majhno območje občine Hetland (200 prebivalcev) preneseno v mesto Stavanger. Spet 1. januarja 1879 je bilo drugo območje Hetlanda (1357 prebivalcev) preneseno v Stavanger. Nato je 1. januarja 1906 mesto znova priključilo še eno območje Hetlanda (prebivalstvo: 399). 1. julija 1923 se je del Hetlanda (prebivalstvo: 3063) ponovno preselil v mesto. Končno je bil 1. julija 1953 zadnji del Hetlanda (831 prebivalcev) preseljen v Stavanger. V 1960-ih je delo odbora Schei spodbudilo številne združitve občin po vsej Norveški. Kot rezultat tega je bilo 1. januarja 1965 mesto Stavanger (prebivalstvo: 51.470) združeno s sosednjimi občinami Madla (prebivalstvo: 6025) in večino Hetlanda (prebivalstvo: 20.861).
Zgodovina mesta je nenehno menjavanje gospodarskih vzponov in recesij. Njegove najpomembnejše gospodarske panoge so bile dolgo časa ladijski promet, ladjedelništvo, industrija konzerviranja rib in z njimi povezani podizvajalci.
Leta 1969 se je začel nov razcvet, ko so v Severnem morju prvič odkrili nafto. Po dolgih razpravah je bil Stavanger izbran za središče naftne industrije na kopnem v norveškem sektorju Severnega morja in sledilo je obdobje grozljive rasti.
1. januarja 2020 sta se sosednji občini Finnøy in Rennesøy združili s Stavangerjem v novo, večjo občino.

### Razvoj mesta
Stavanger je eno najstarejših mest na Norveškem. Pojavil se je v 12. stoletju v obdobju rasti prebivalstva in vse večje urbanizacije po vsej severni Evropi. Arheoloških in zgodovinskih virov o prvem razvoju mesta je malo. Zato o prvem razvoju mesta še veliko ne vemo. Izstopa kot pomembno območje že od zgodnjih časov, kot zaželeno oporišče za monarhijo in cerkev, saj sta obe potrebovali močno oporo na območju jugozahodne obale. V Severnem Jærenu bogato arheološko gradivo kaže, da so imeli poglavarji precejšnjo moč od zgodnje železne dobe. Stavanger je imel naravno pristanišče in je bil z Jærenom na jugu strateško pomemben za grofijo na vzhodu, pa tudi za ladijsko pot vzdolž zahodne obale in rodovitnih otokov Ryfylke na severu.
Najzgodnejši krščanski vzgibi na Norveškem so prišli v pokrajino Stavanger prek trgovinskih povezav s celinsko Evropo in Britanskim otočjem. To se je razmahnilo v obdobju Vikingov. Sredi 10. stoletja so tradicionalni nordijski pogrebni običaji na območju Stavangerja prenehali, istočasno, ko so začeli svoje delo prvi krščanski duhovniki. Veliki kamniti križi so vidni spomeniki te zgodnje krščanske dobe (vključno s Tjoro in Kvitsøy). Na kopenskem pristopu do Stavangerja je bil po njegovem padcu leta 1028 postavljen spominski križ HERS in lendmann Erling Skjalgsson. Erling je nadzoroval oblast nad jugozahodno obalo in lokacija križa kaže, da je imel posebno povezavo s Stavangerjem. Napis na križu kaže, da je bil za napis odgovoren duhovnik, ki je morda opravil zgodnjo službo v cerkvi na tem mestu.
Arheološke raziskave v sedanjem središču mesta in v kripti stolnice kažejo, da je veliki požar leta 1272 verjetno pustil velike dele mesta in stolnico v ruševinah, vključno z romanskim korom. Obnova po požaru je privedla do zamenjave zahodne fasade stolnice s preddverjem, kot tudi do izgradnje (ali rekonstrukcije) cerkve sv. Marije, škofovske kapele, gotske stolnice in razširitve kamnite kleti v Kongsbergu.
Stavanger ima dolgo zgodovino izobraževanja v zahodni Evropi. Tu je samostan prvi uvidel potrebo po izobraževanju novih sodelavcev. Prvo organizirano poučevanje v mestu je verjetno potekalo v benediktinskem samostanu v mestu, bodisi Olafovem samostanu bodisi Samostanu ljudi iz sredine 12. stoletja.
Eden najpomembnejših dogodkov v zgodovini mesta Stavanger je bilo darilno pismo, ki ga je kralj Magnus Erlingsson dal stavangerskemu škofu Eiriku Ivarssonu v drugi polovici 11. stoletja. Kdaj natančno je kralj sestavil to darilno pismo in v kakšnih okoliščinah se je to zgodilo, ni znano. Morda je bilo v letih 1163–1164 v povezavi s kronanjem kralja Magnusa, lahko pa tudi okoli 1181–1184 v povezavi s podporo, ki jo je stavangerski škof Erik dal kralju Magnusu ob koncu kraljevega boja proti pokojnemu kralju Sverreju.
Stavanger je nedvomno pravilno označevati kot cerkveno mesto v celotnem srednjem veku, vse do reformacije. Reformacija pa je Cerkvi posebej in Stavangerju nasploh zadala močan udarec. Stolnica, škof in samostanski kanoniki so bili veliki posestniki. Recesija mesta se je začela z izgubo ljudi na podeželju, zaradi česar so prihodki stolnice in škofa močno padli zaradi zmanjšanih prihodkov od najemnin. Leta 1537 je kralj zaplenil škofovo in samostansko posest ter premoženje. Kongsberg je leta 1539 oropal Christoffer Trondsen, takrat je skrinjica sv. Svithuna izginila in škof Hoskuld Hoskuldsson je bil morda usmrčen.

### Druga svetovna vojna
V uvodu v invazijo se je 8. aprila nemška tovorna ladja Roda (6780 BRT) zasidrala pri Ulsnesu. Roda naj bi bila natovorjena s koksom, vendar so cariniki in policijski organi postali sumljivi glede drugega tovora, ko so opazili, da ladja ni globoko v vodi. Na ladjo so se vkrcali in ukazali, da se premakne v Risko. Vendar se Roda ni premaknila in kapitan ladje Æger Niels Larsen Bruun se je na lastno pobudo odločil, da bo ladjo potopil. Potem ko je posadko poslal v rešilne čolne, je Æger uporabil 25 strelov z 10 cm puškami Bofors, da je potopil Rodo.
Zgodaj zjutraj 9. aprila 1940 so eksplozije bomb iz Sola-edgea ter novice na radiu napovedale nemški napad na Norveško. Letališče Sola je bilo prva tarča Nemcev na Severnem Jærenu. Letališče je okoli 8. ure zjutraj napadlo šest nemških lovcev Messerschmitt Bf 110. Letališče je bilo zgrajeno leta 1937, aprila 1940 pa utrdbe okrog letališča še niso bile dokončane. Utrdbe so sestavljale betonski bunker, ki je bil še v gradnji, in več odprtih strelnih položajev. Oborožitev so sestavljali trije težki protiletalski mitraljezi, trije težki mitraljezi, konfigurirani za kopenske cilje, in nekaj lahkih mitraljezov, s katerimi je razpolagalo približno 80 vojakov, ki so branili letališče. Bombniško krilo so leta 1939 premestili na letališče Sola, vendar so bila letala, skupaj šest Fokkerjev in tri Caproni, stara in zastarela. Kmalu po začetku napada pa so odleteli.
Nemški zračni napad se je stopnjeval. Obstreljevanje je trajalo približno eno uro, preden je nad letališče prispelo 10 počasnih transportnih letal Ju 52. Z letališča v Hamburgu so vzleteli nekaj ur prej. V padalskem napadu so transportna letala najprej odvrgla rumene zabojnike z orožjem in opremo, nato pa iz vsakega letala med 10 in 12 padalcev. To je bil šele drugi vojni padalski napad v zgodovini; prvi se je zgodil le tri ure prej, ko je bil na enak način zajet most južno od Danske. Na letališču Sola je najdlje zdržal betonski bunker, a so ga na koncu uničili z ročno granato. Medtem ko so bili norveški vojaki med poskusom obrambe hudo poškodovani, smrtnih žrtev ni bilo; nasprotno pa so jih Nemci izgubili več. Poročnik Thor Tang, ki je vodil norveško obrambo letališča, je kapituliral ob 10:00, Nemci pa so takoj začeli z izkrcanjem vojakov, goriva in drugih zalog. Skupno je med dnevom invazije v Solo prispelo 200 do 300 transportnih letal, do večera pa je bilo iz Nemčije v Solo premeščenih več sto vojakov in velike količine materiala.
Okoli 12.30 9. aprila so prve nemške čete brez odpora napredovale v Stavanger. Policijska postaja, telefonski urad, telegrafski center, pošta, pristanišče, carinarnica in plinsko podjetje so bili najpomembnejši kraji, ki so zdaj prišli pod nadzor Nemcev. Mesto je bilo osvojeno brez spopadov, vendar so se zanetile prve iskre odpora in več moških je zapustilo mesto in se prebilo do norveških enot znotraj Gjesdala, da bi se tam pridružili oboroženemu boju proti sovražniku.
Nemci so imeli visoko prednostno nalogo dobre železniške povezave med letalsko bazo Sola – okrožje Stavanger in preostalo državo. Vendar je bila južna železnica dokončana do Stavangerja šele 29. aprila 1944. Leta 1940 so Nemci predvidevali, da bo dokončana najkasneje 1. novembra 1941.
Po Hitlerjevi smrti leta 1945 je veliki admiral Karl Dönitz prevzel vodstvo nemških sil in 9. maja 1945 izdal poveljniku nemških oboroženih sil na Norveškem, generalu Franzu Böhmeju, ukaz, naj "Reichskomisar" na Norveškem, Josef Terboven, je bil odstavljen in da so bile vse njegove naloge prenesene na Böhmeja. Böhmeju pa je dal nalogo, kako naj se izvede kapitulacija Festung Norwegen. Leta 1945 je bilo v Rogalandu okoli 15.000 nemških vojakov in tam je poveljnik 274. pehotne divizije general Weckman dal uradno nemško predajo.
Pred repatriacijo so morali Nemci po petih letih okupacije ostati in očistiti. V Rogalandu je bilo 180 nemških minskih polj s skupno 480.000 minami, ki jih je moral nemški Wehrmacht očistiti. Med razminiranjem v Rogalandu je bilo ubitih 62 Nemcev, 94 pa jih je bilo ranjenih. Mine iz tega obdobja še vedno odkrivajo.

### Naftni center
Leta 1969 se je začel nov razcvet, ko so v Severnem morju prvič odkrili nafto. Po dolgih razpravah je bil Stavanger izbran za središče naftne industrije na kopnem v norveškem sektorju Severnega morja in sledilo je obdobje grozljive rasti.
Marca 1965 je bil podpisan sporazum med Norveško in Združenim kraljestvom o delitvi epikontinentalnega pasu po načelu srednje črte. Istega leta sta podoben sporazum podpisali Norveška in Danska. Zasnovan je bil kot pravni režim za iskanje nafte. Prvi krog izdajanja dovoljenj na norveškem polici je bil objavljen 13. aprila 1965, avgusta istega leta pa je vlada podelila 22 dovoljenj za 78 blokov za naftne družbe ali skupine podjetij. Licenca za proizvodnjo je naftnim podjetjem dajala ekskluzivne pravice do raziskovanja, vrtanja in proizvodnje na določenem geografskem območju za določeno obdobje ob letnem plačilu. Esso je bilo prvo naftno podjetje, ki je začelo vrtati nafto ob obali Norveške. Polpotopno vrtalno ladjo Ocean Traveler so odvlekli iz New Orleansa na Norveško in ladja je začela vrtati 19. julija 1966, pri bloku 8/3, približno 180 km jugozahodno od Stavangerja.

## Geografija
Občina Stavanger leži v obalni pokrajini, ki meji na morje na zahodu in Boknafjord na severovzhodu. Byfjorden in Gandsfjorden tečeta vzdolž vzhodne strani mesta. Je del Low-Jærena, ravnega območja zemlje, sestavljenega večinoma iz močvirja, peska in kamnitega gramoza, ki sega od reke Ogna na jugu do Tungenesa na severu; je najsevernejši del, ki vključuje Stavanger. Večji del občine leži med 0 in 50 m  nadmorske višine. Pokrajina ima izrazit videz s skalami in griči, kjer ni poselitve ali kmetijstva. Mesto Stavanger je tesno povezano z morjem in vodo, s petimi jezeri (vključno z Breiavatnet, Stora Stokkavatnet in Mosvatnet) in tremi fjordi (Hafrsfjorden, Byfjorden in Gandsfjorden); morje in voda tvorita pokrajino, ki zagotavlja obalo, bogato z vegetacijo in divjimi živalmi.
Teren je nizek: 49 % površine je manj kot 20 m nad morsko gladino, medtem ko je 7 % kopnega na 60 m. Najvišja točka Stavangerja je 514 m visok Bandåsen.
Mesto se je razvilo na obeh straneh kotanje, ki poteka naravnost skozi teren, s strmimi pobočji od dna. Podaljšek Boknafjorda in Byfjorden seka pristanišče v kotanjo s severozahoda, medtem ko Hillevåg jezero vdira iz Gandsfjorden na jugovzhodu. Breiavatnet je med obema rokavoma fjorda.
Mesto vključuje številne otoke ob obali, vključno z: Bjørnøy, Buøy, Engøy, Grasholmen, Hellesøy, Hundvåg, Kalvøy, Lindøy, Sølyst in Vassøy. Vključuje tudi vzhodno polovico otoka Åmøy.

### Podnebje
Podnebje Stavangerja, ki leži na jugozahodni obali Norveške, je pod velikim vplivom zmerne vode v Severnem morju in atlantskih nižin, ki dajejo blage zahodne vetrove tudi pozimi. To ustvarja višje temperature skozi vse leto v primerjavi z drugimi mesti na podobnih zemljepisnih širinah in daje tudi obilo padavin v obliki dežja, zlasti pozno jeseni in pozimi. Po Köppnovi podnebni klasifikaciji Stavanger doživlja zmerno oceansko podnebje (Cfb) s petimi meseci s srednjo temperaturo nad 10 °C. Pomlad in zgodnje poletje je najbolj suha sezona. Najvišja temperatura v zgodovini 33,5 °C na letališču je bila zabeležena avgusta 1975. Najvišja temperatura, zabeležena v Stavangerju, je 34,4 °C na vremenski postaji Stavanger-Våland (72 m) julija 2018 Najtoplejši zabeleženi mesec na letališču Stavanger je avgust 2002 s povprečno temperaturo 19,3 °C in povprečno najvišjo dnevno temperaturo 23,2 °C. Najnižja temperatura v zgodovini –19,8 °C je bila zabeležena januarja 1987. Najhladnejši mesec v zgodovini je bil februar 1963 s povprečno –5 °C in povprečno najnižjo dnevno temperaturo –9,6 °C. Povprečni datum za zadnjo nočno zmrzovanje (nizko pod 0 °C) spomladi je 20. april, povprečni datum za prvo zmrzovanje jeseni pa 31. oktober,ref>»Første frostnatt«.</ref> kar pomeni sezono brez zmrzali 193 dni (povprečje letališča Stavanger Sola 1981–2010).

## Pobratena mesta
Stavanger je pobraten z:
- Aberdeen, Škotska, UK
- Antsirabe, Madagaskar
- občina Esbjerg, Danska
- občina Eskilstuna, Švedska
- Estelí, Nikaragva
- Fjarðabyggð, Islandija
- Galveston, Texas, ZDA
- Houston, ZDA
- Jyväskylä, Finska
- Nablus, Palestina
- Netanja, Izrael